# Fantômas (bande dessinée, 1990)
Pour les articles homonymes, voir Fantômas (homonymie).
Fantômas est une série de bande dessinée belge écrite par Luc Dellisse, dessinée par Claude Laverdure et publiée par une entreprise belge, Lefrancq.
La série décrit les aventures de Fantômas.

## Albums de la série
1. L'Affaire Beltham (Lefrancq, 1990)
2. Juve contre Fantômas (Lefrancq, 1991)
3. Le Mort qui Tue  (Lefrancq, 1995)